# دف صغير

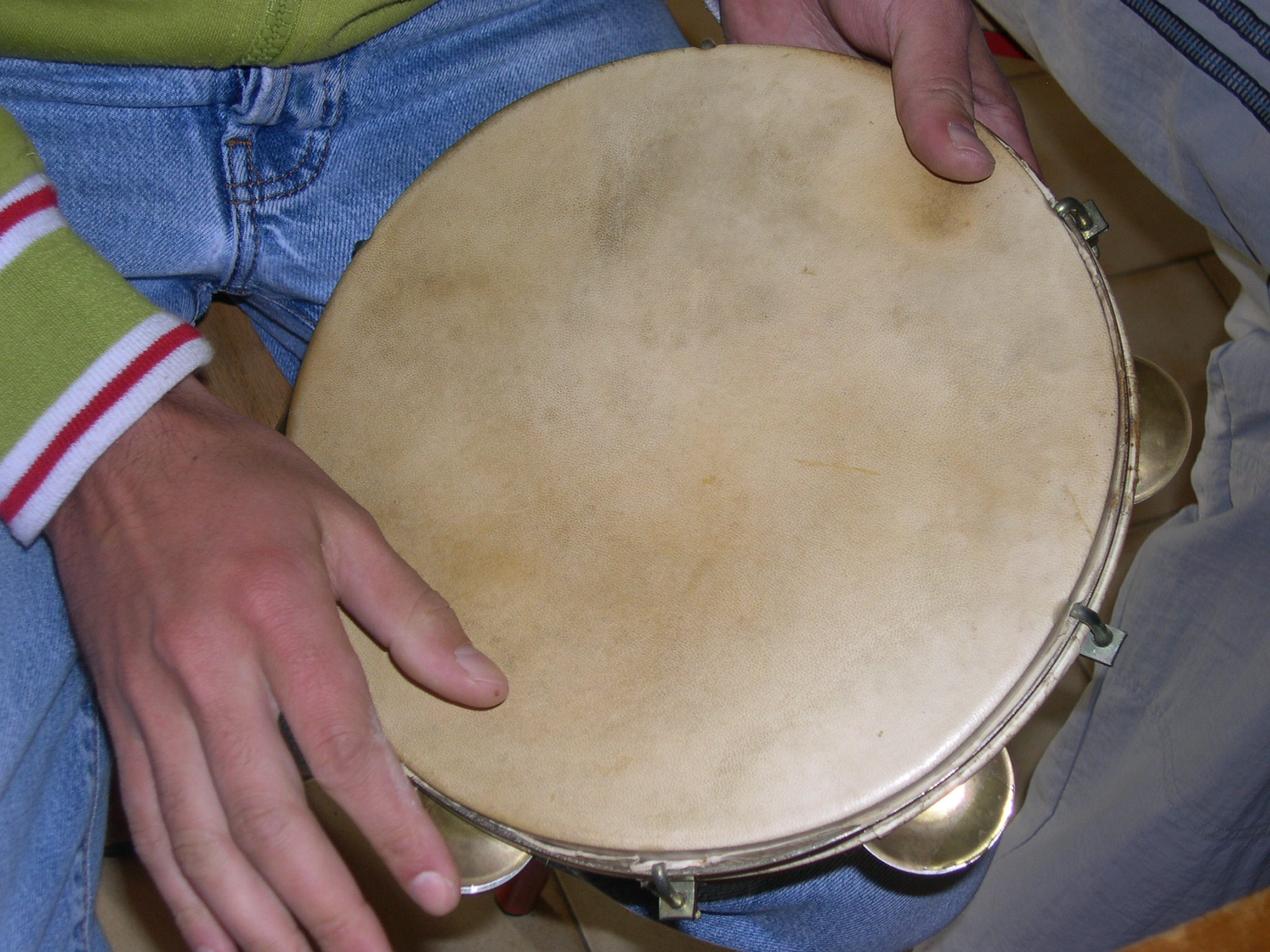

الدف الصغير أو الرِّق هو آلة موسيقية في أسرة القرع يتكون من إطار غالبا من الخشب أو البلاستيك مع أزواج من الصاجات المعدنية الصغيرة. تقليديا فإن الدف الصغير على علاقة وثيقة مع الطبلة. غالبا ما تستخدم الدفوف الصغيرة مع مجموعات القرع العادية. يمكن العزف عليه وهو عاليا ولكن يفضل العزف عليه وهو في الأسفل.
آلة الدف ايقاعية عربية قديمة وهو مكون من إطار يسمى الطارة يشد عليه جلد رقيق على أحد وجهيه وربما من صنوج وهي هنات مستديرة تجعله كالرق أو يمكننا ان نقول :
هو آلة إيقاعية مكونة من إطار خشبي دائري يشد على وإحدى قاعدتيه جلد وتعلق على إطاره صنوج مستديرة من النحاس. 
الدفوف الصغيرة تأتي في كثير من الأشكال لكن أغلبها دائري. وجد في العديد من أشكال الموسيقى: الموسيقى التركية الشعبية والموسيقى الشعبية اليونانية وموسيقى الفولك الإيطالية والموسيقى الكلاسيكية والموسيقى الفارسية وموسيقى غوسبل وموسيقى بوب وموسيقى الروك.

## التاريخ
نشأت الدفوف الصغيرة في روما واليونان وبلاد ما بين النهرين والشرق الأوسط والهند الذين كانوا يستخدمون هذه الآلة الموسيقية في السياقات الدينية.
كلمة الدف الصغير أصلها فرنسي ومعناها الطبل الطويل الضيق وهو تصغير لكلمة طبلة.

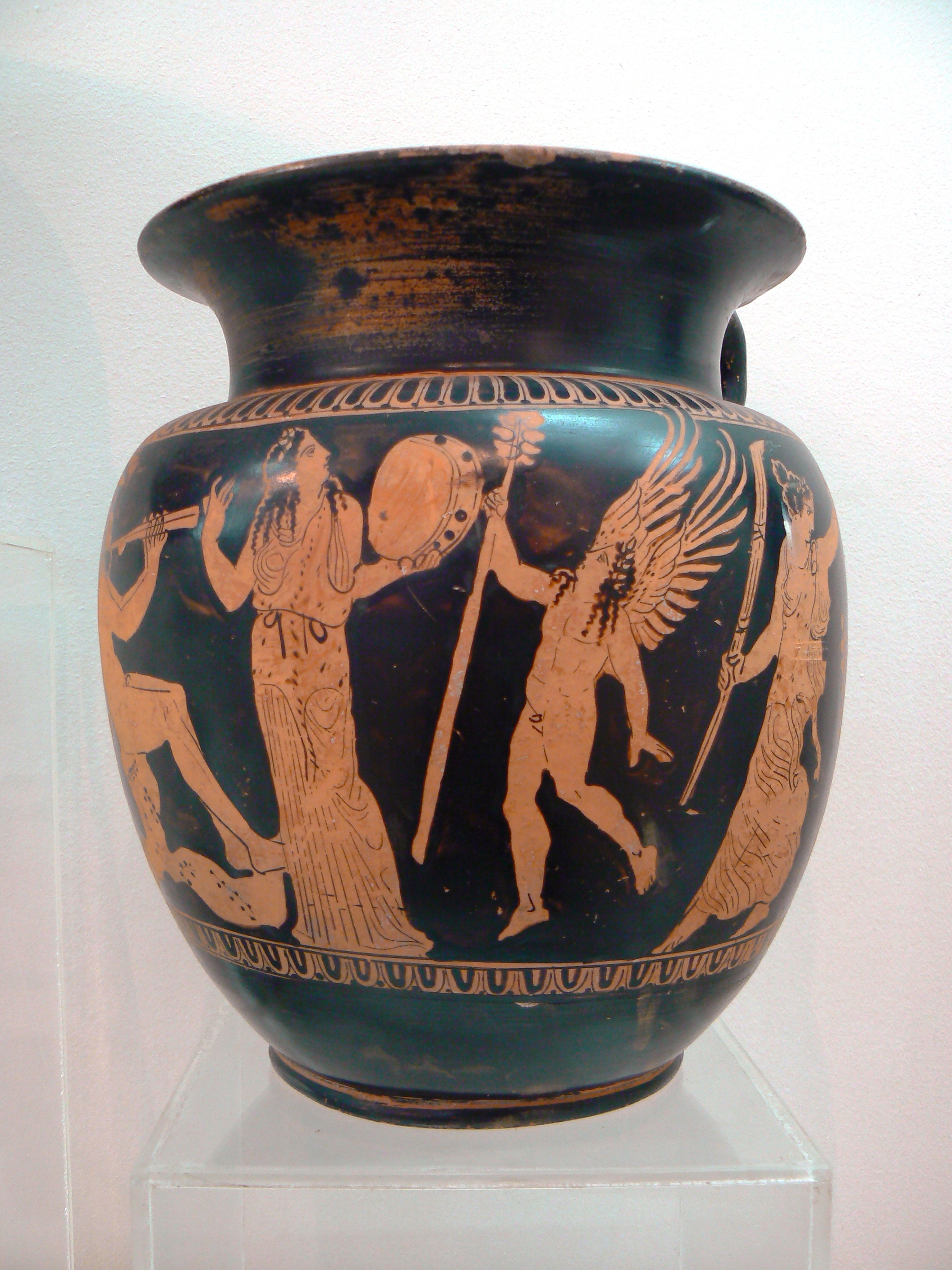
آنية فخارية يونانية قديمة باللون الأسود تصور فتاة تعزف على الدف الصغير. متحف الآثار، بورغاس.
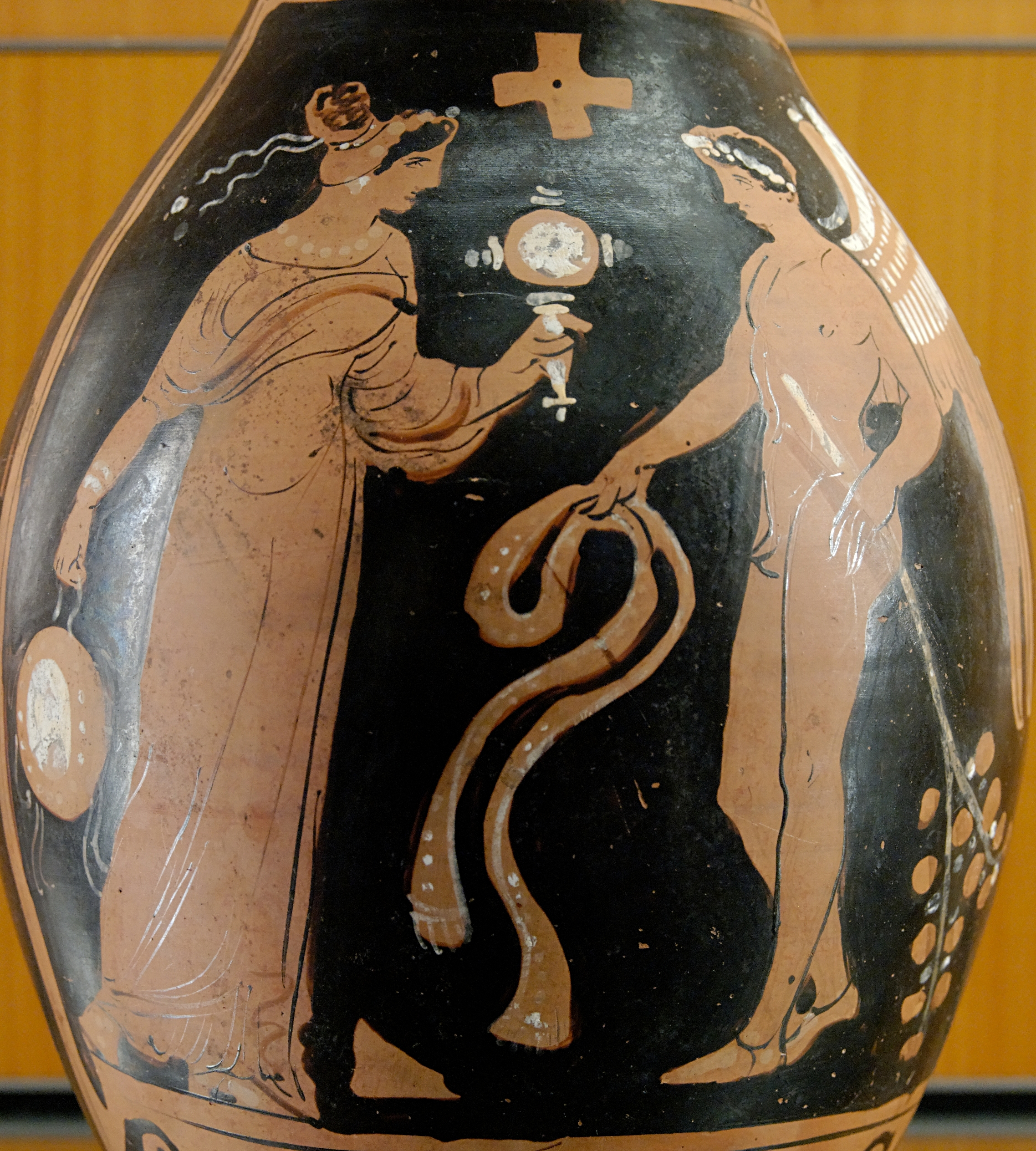
امرأة تحمل مرآة ودف صغير تواجه المارد المجنح مع شريط وأوراق مشعبة في عام 320 قبل الميلاد من ماجنا غراسيا. (ما يزال هذا الدف الصغير يستخدم في جنوب إيطاليا).
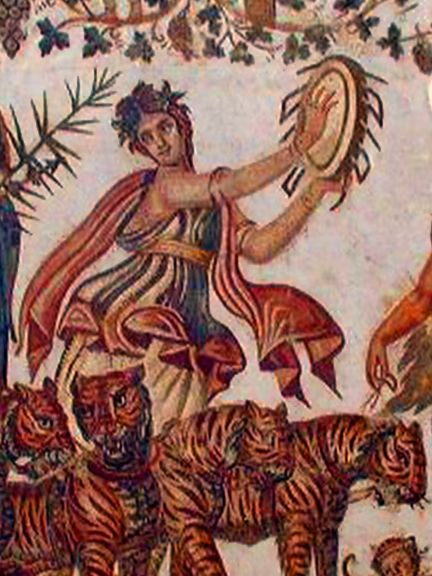
المينادة امرأة تشارك في مهرجانات باخوس تعزف الطبلة. التفاصيل من انتصار ديونيسوس على فسيفساء رومانية من تونس (القرن الثالث الميلادي)
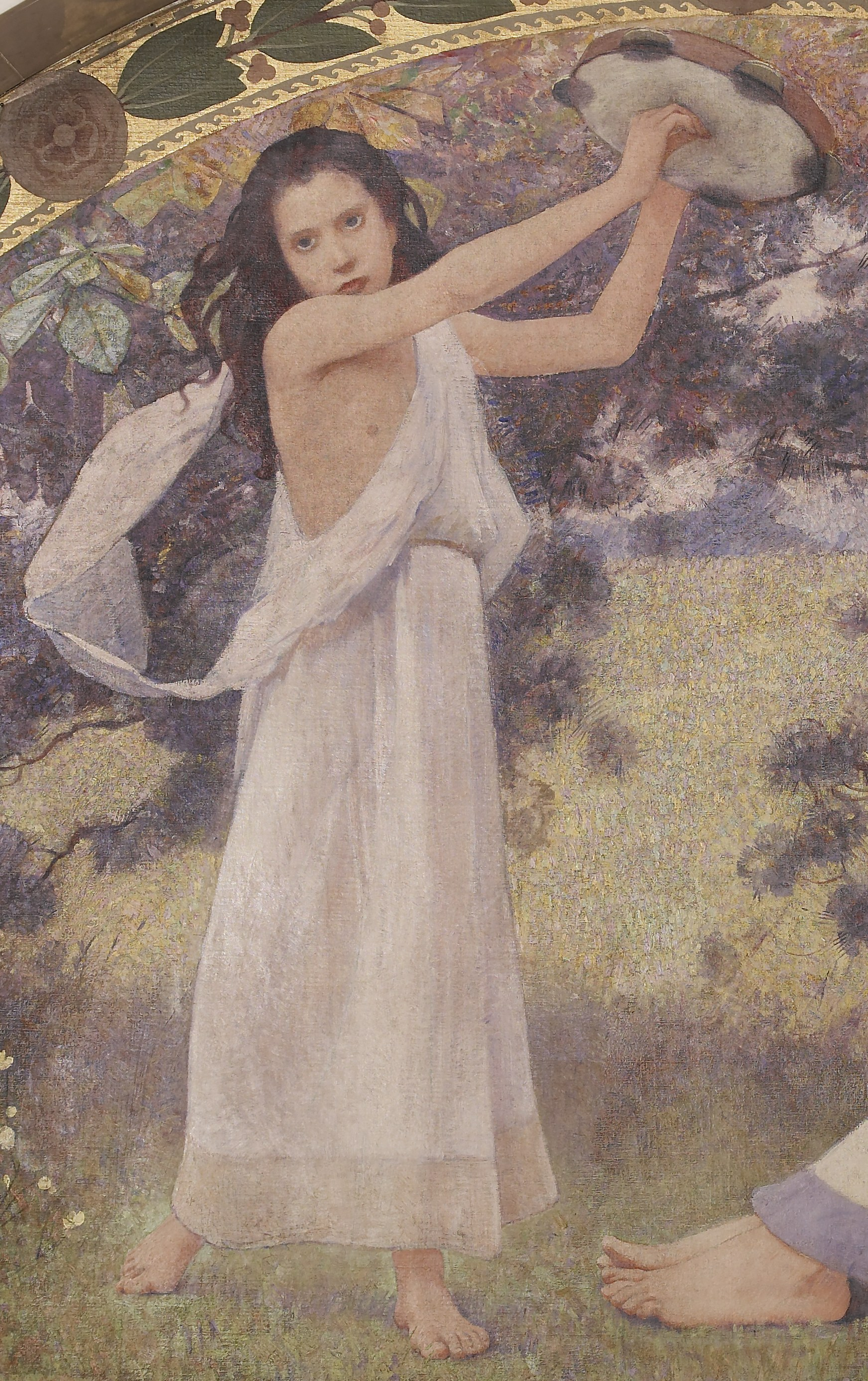
الفتاة التي تعزف على الدف الصغير. التفاصيل من الاستجمام (1896) من قبل تشارلز سبراغ بيرس. مكتبة الكونغرس توماس جيفرسون البناء، واشنطن العاصمة

## العزف
الدف الصغير يمكن أن يمسك باليد أو يثبت على الأرض ويمكن أن يعزف بالعديد من الطرق من التمسيد أو الهز أو الضرب بشكل حاد مع اليد أو العصا أو استخدام الدف الصغير لضرب الساق أو الفخذ.

### أدوار الدف الصغير
هناك عدة طرق لتحقيق لفة الدف الصغير. أسهل طريقة هي التدوير بسرعة باليد مع الإمساك بالدف ذهابا وإيابا والتمحور في المعصم.

#### دور الإصبع
من المعروف تقنية العزف المتقدم مثل لفة الإبهام. يتم نقل الإصبع أو الإبهام على الجلد أو حافة الدف الصغير وإنتاج لفة سريعة من الأناشيد على الصك. هذا يتطلب المزيد من المهارة والخبرة للإتقان.
الإبهام أو الإصبع الأوسط من اليد لا يمسك بالدف ويدور حول رأس الدف الصغير ما يقرب من سنتيمتر واحد من الحافة مع بعض الضغط. إذا أجريت بشكل صحيح يجب أن يرتد الإبهام على طول رأسه بسرعة وإنتاج لفة. عادة يتم وضع نهاية اللفة باستخدام مؤخرة اليد أو الإصبع الآخر.
اليوم يتم تنفيذ لفة الإبهام باستخدام الشمع أو الصمغ لتطبيقها على السطح الخارجي للرأس. هذا الصمغ يسمح للإبهام أو الإصبع بالارتداد بسرعة أكبر وبقوة عبر إنتاج الصوت حتى الرأس. اللف المستمر لا يمكن أن يتحقق عن طريق تحريك الإبهام حول الرأس.

## في الموسيقى الشعبية
في موسيقى الروك غالبا ما يعزف الدف:
- بواسطة المطربين الرئيسيين مثل فريدي ميركوري ومايك لاف وجون أندرسون وجيم موريسون وروبرت بلانت وبيتر غابرييل وليام غالاغر وجين كلارك وراي توماس وترينت ريزنور وإيان أستبوري وستيفي نيكس وروجر دالتري وجون دافيسون كانوا جميعهم يعزفون على الدف الصغير وهم يغنون.
- بواسطة الطبالين مثل لاري مولين، الابن من يو تو.

الدفوف في موسيقى الروك هي في معظم الأحيان مقطوعة الرأس وتوجد حلقة مع خشخشات ولكن بدون الجلد. إيقاع التقنية على شكل هلال الدف ومشتقاته شعبية بشكل خاص. يتم عرض الدف الأصلي في متحف الفن الحديث.
العزف المميز بالدف الصغير من قبل جاك أشفورد كان الجزء المهيمن لقسم الإيقاع في إصدارات شركة موتاون.
استخدم الدف بشكل بارز في «الدف الأخضر» من خلال الأغنية الموجهة لفرقة الليمون الزمارون الموسيقية في الستينات وحققت نجاح باهر.

## في الموسيقى الكلاسيكية
كان فولفغانغ أماديوس موتسارت أقرب الملحنين الغربيين الذين يعتمدون على الدف في مؤلفاتهم. منذ أواخر القرن الثامن عشر أصبح عنصرا دائما من قسم قرع الأوركسترا الغربية كما حدث مثلا في بعض القطع رقص بيتر إليتش تشايكوفسكي في كسارة البندق.
أوركسترا غوستاف هولست بعنوان الكواكب تميزت بالدف الصغير في العديد من الأماكن في جميع أنحاء الموسيقى خصوصا في حركة «المشتري».

## آلات موسيقية مشابهة

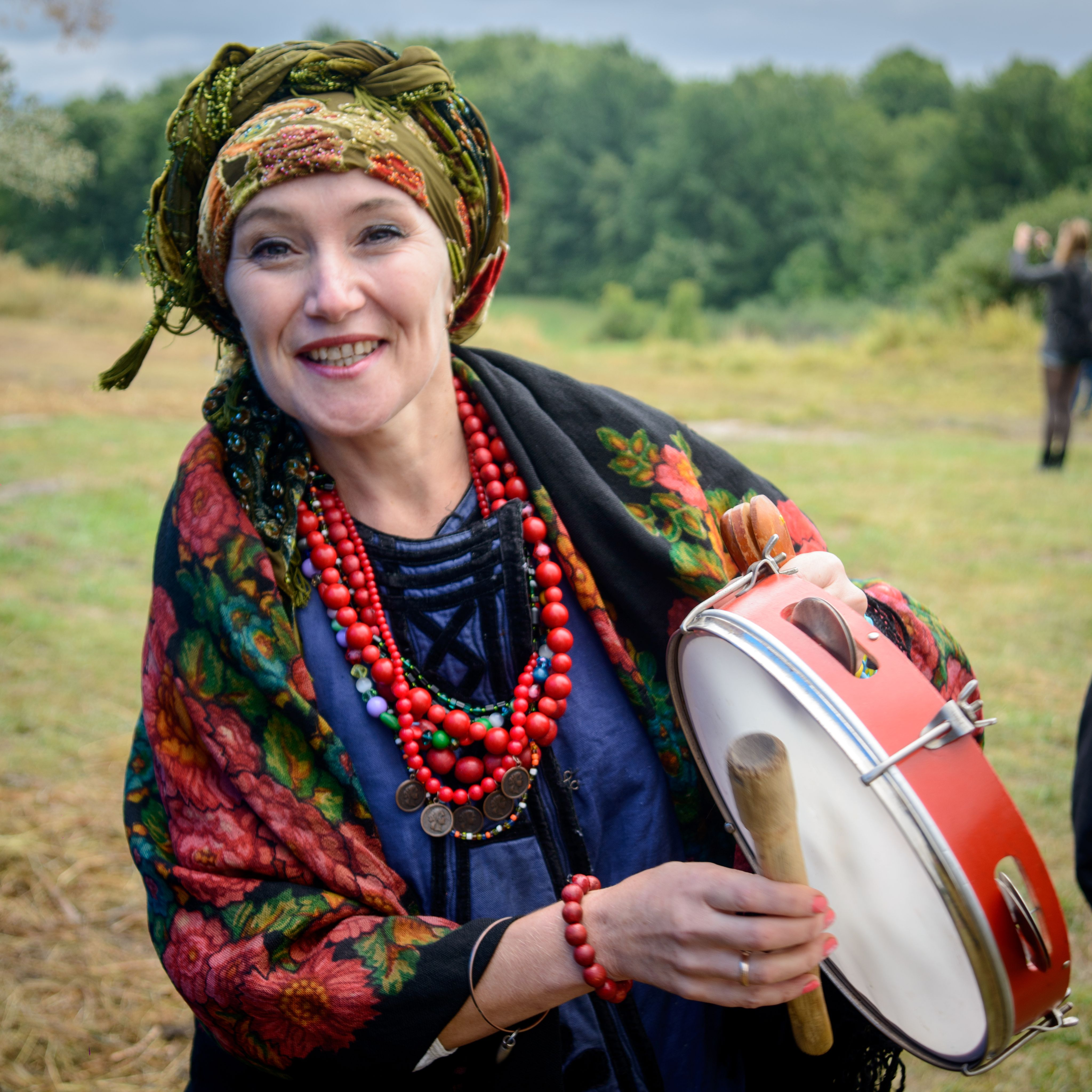
رحلة ويكيبيديا الشعبية إلى "بورشوك في وعاء من الطين". منطقة بولتافا

### بانديرو
نشأ في منطقة غاليسيا أو البرتغال وتم جلب البانديرو إلى البرازيل من قبل المستوطنين البرتغاليين. هو أداة قرع باليد يتكون من طبل وصاجات في الإطار. من المعتاد جدا العزف به في الموسيقى البرازيلية التقليدية.

### بانديروا
البانديروا أصله من الباسك وهو أداة شعبية يعزف حاليا جنبا إلى جنب مع الأكورديون في الألحان الثنائية. أحيانا العازفون يعزفون في الاحتفالات لإحياء الجو أو على خشبة المسرح للغناء. في بعض الأحيان البانديروا ترافق البوكا أو تكسيستو. عادة العزف بهاتين الآلتين معا غير معتاد. يشهد عام 1923 تجمع الشباب للرقص على إيقاع البانديروا وحده مع عدم وجود موسيقى ولكن مع صوت نسائي.

### الرق
الرق هو نوع من الدف الصغير يستخدم كأداة تقليدية في الموسيقى العربية. هذه الأداة هامة في الموسيقى الشعبية والكلاسيكية في جميع أنحاء العالم العربي. معروف على نطاق واسع باسم الهزاز.

### بوبين
البوبين هو آلة موسيقية من أسرة القرع مماثل للدف. يتكون البوبين من طوق خشبي أو معدني مع غشاء ضيق يمتد على أحد جانبيه (بعض البوبين ليس له غشاء على الإطلاق). يتم تجهيز أنواع معينة من البوبين مع حلقات معدنية وصاجات. يمكن العزف عليه من خلال التمسيد أو الهز أو الضرب بشكل حاد باليد. يستخدم لمرافقة الإيقاع خلال الرقصات والعزف المنفرد أو الغناء الكورالي. كثيرا ما يستخدم البوبين من المغنيين والفرق الموسيقية فضلا عن الأوكسترا.
يرتبط اسم البوبين باللغة اليونانية وهو يعني الصوت المنخفض الأجوف.
من المعروف أن البوبين موجود في كثير من البلدان منذ زمن سحيق خاصة في الشرق. هناك أنواع كثيرة من البوبين بما في ذلك الدف أو الرق أو البانديرو. بالنسبة إلى خقانات روس فإنه يشار إلى الطبول العسكرية باسم البوبين.

### داييريه
الداييريه هو إطار طبل متوسط الحجم مع صاجات يستخدم لمرافقة الموسيقى الشعبية والكلاسيكية في إيران والبلقان والعديد من دول آسيا الوسطى مثل طاجيكستان وأوزبكستان. هو أداة قرع وهذا شيء وسيط بين الطبل والدف.

### الدف
الدف هو دف كبير الحجم يستخدم لمرافقة الموسيقى الشعبية والكلاسيكية في إيران وأذربيجان وتركيا وأوزبكستان والهند وتركمانستان. الدف يدل عادة على إيقاع وتيرة الموسيقى التي تعزف. الشاعر الفارسي رودكي اعتاد على نطاق واسع استخدام أسماء الآلات الموسيقية في قصائده.
الاستعمال الشائع للدف هو من الألبان. كثيرا ما يعزف من قبل النساء ووصيفات الشرف في حفلات الزفاف لقيادة الحفل عندما تمشي العروس في الممر.

### كانجيرا
الكانجيرا هو إطار طبل من جنوب الهند من أسرة الدف. يستخدم غالبا في حفلات الموسيقى الكارناتيكية (موسيقى جنوب الهند الكلاسيكية) كأداة دعم لآلة مريدانغام.

### الطار
الطار هو إطار مدحل من أصل تركي ويعزف عادة في شمال أفريقيا والشرق الأوسط.

### تيمبرل
التيمبرل (الطوف عند العبرانيين القدماء والدف عند المسلمين وأدوفي عند المغاربة في إسبانيا) آلة موسيقية للقرع لدى بني إسرائيل على غرار الدف الحديث.

### رابانا
الرابانا هو الدف التقليدي من جانب واحد ويعزف باليدين ويستخدم في سري لانكا.

### ريبانا
الريبانا هو دف الملايو الذي يستخدم في الموسيقى التعبدية الإسلامية في جنوب شرق آسيا خصوصا في إندونيسيا وماليزيا وبروناي وسنغافورة.